# Phyllanthus kerstingii
Phyllanthus kerstingii là một loài thực vật có hoa trong họ Diệp hạ châu. Loài này được Jean F.Brunel miêu tả khoa học đầu tiên năm 1985.